# Эмералд (остров)
Эмералд (англ. Emerald Isle) — остров Канадского Арктического архипелага. Относится к Островам Королевы Елизаветы и к группе островов Парри. В настоящее время остров необитаем (2012).

## География

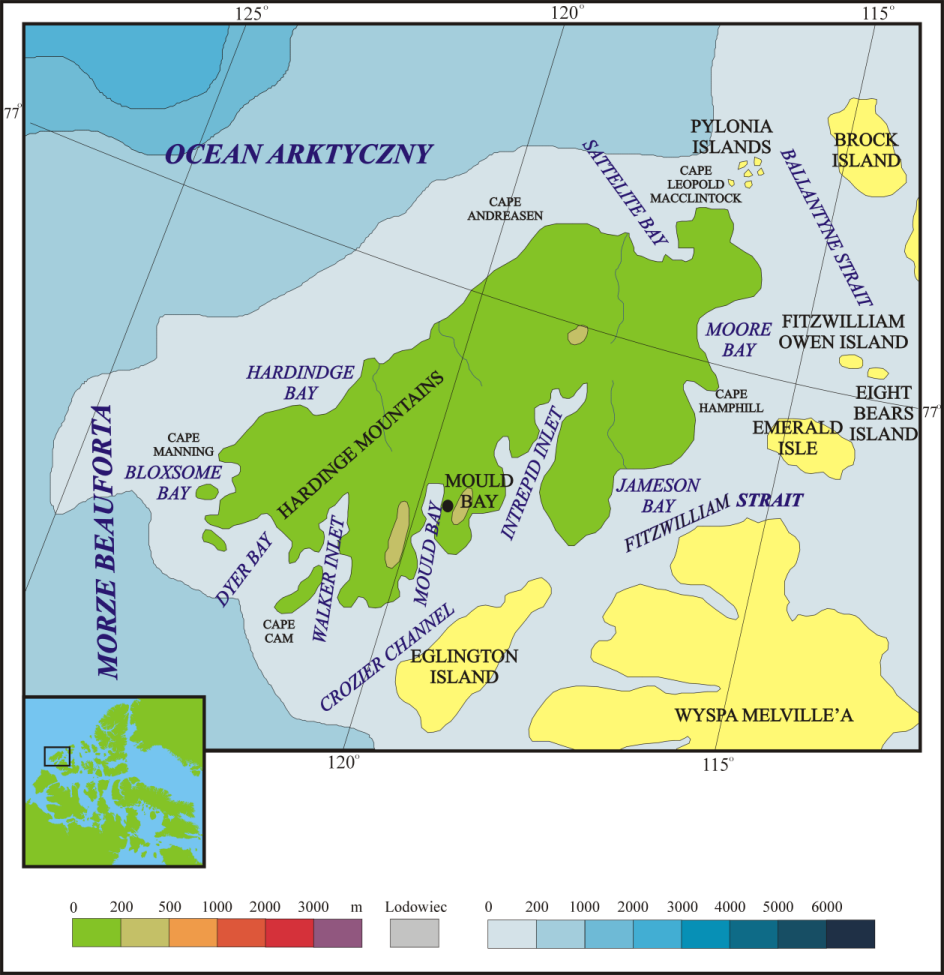
Острова Принс-Патрик, Мелвилл, Эглинтон, Брок и Эмералд

Остров расположен в западной части Островов Королевы Елизаветы в 26 км к северу от мыса Скотт острова Мелвилл и в 27 км к востоку от мыса Хемфилл на северо-востоке острова Принс-Патрик. В 24 км к северу от острова расположены два небольших острова — Фицуильям-Овен (западнее) и Эйт-Беарс (восточнее).
Площадь острова Эмералд составляет 549 км², длина береговой линии — 117 км. Длина острова (с запада на восток) составляет 36 км, максимальная ширина — 22 км.